# Maâti Monjib
Maâti Monjib, né le 6 mars 1962 à Benslimane (Maroc), est un intellectuel, historien, professeur d'université, journaliste, écrivain et militant politique marocain. Il est titulaire de deux doctorats, l'un français sur la politique nord-africaine et l'autre sénégalais sur l'histoire politique africaine,.